# Château-Salins
Château-Salins – miejscowość i gmina we Francji, w regionie Grand Est, w departamencie Mozela.
Według danych na rok 1990 gminę zamieszkiwało 2437 osób, a gęstość zaludnienia wynosiła 226 osób/km² (wśród 2335 gmin Lotaryngii Château-Salins plasuje się na 179. miejscu pod względem liczby ludności, natomiast pod względem powierzchni na miejscu 552.).
Nazwa pochodzi od żup solnych, gdzie wydobywano sól.